# ۱۳۳۹ (خورشیدی)
سال ۱۳۳۹ هجری خورشیدی

## رویدادها
- ۴ اردیبهشت – لار به سبب زلزله شدید ویران می‌شود.
- ۱۹ تیر – تهران - فرستنده صد کیلوواتی موج کوتاه رادیو ایران گشوده می‌شود.
- ۲۶ تیر – تهران - گسسته شدن مناسبات دیپلماتیک ایران و مصر
- ۱۲ امرداد – خارک - نخستین شاه لوله نفتی زیر دریایی که ۳۳ کیلومتر درازای آن است و پایانه گچساران را تغذیه می‌کند آغاز به کار می‌کند.
- ۲۷ مرداد - بنیانگذاری بانک رفاه کارگران
- ۱۸ شهریور – بغداد - ایران و کویت و عربستان سعودی و ونزوئلا به همراه کشور میزبان عراق، اوپک را بنیان می‌نهند.
- ۱۲ دی - ایران - ۵۶۵۵  کیلومتر شاه لوله نفتی در درازای یک سال احداث شد
- ۱۳ دی - ری – محمد رضا شاه پهلوی کارخانجات بافندگی ممتاز که با سرمایه خصوصی و دولتی بنیان شده می گشاید.
- ۱۴ بهمن - ایران – در درازای یک سال گذشته ۳۵۱۷ کیلومتر راه آهن مورد بهره برداری قرار می‌گیرد.
- ۲۸ اسفند - ایران - در درازای یکسال ۴۵۲ تراکتور و ۱۹۰ کمباین و ۸۵۶ ماشین کشاورزی با وام ۴ ساله به کشاورزان فروخته شد.

## زادروزها
- ۱ فروردین - محمدحسن نظافتی، جراح قلب
- ۲ فروردین - بابک کریمی، بازیگر
- ۱۶ فروردین - علی طیب‌نیا، اقتصاددان و سیاستمدار اصلاح طلب
- ۱۸ اردیبهشت - نادیا دلدار گلچین، بازیگر
- ۳ خرداد - نادر دست‌نشان، بازیکن بازنشسته و مربی کنونی فوتبال ایران
- ۳ تیر - محمد شریعتمداری، سیاستمدار
- ۳۰ شهریور -  معصومه ابتکار، سیاستمدار ایرانی و رئیس سازمان محیط زیست ایران در دولت محمد خاتمی
- ۹ آبان - محمدجعفر کامبوزیا، شطرنج باز ایرانی و رئیس فدراسیون شطرنج ایران.
- ۹ آبان - رضا پهلوی، ولیعهد پیشین ایران
- ۲۱ آبان - اسفندیار رحیم مشایی، دولتمرد ایرانی و رئیس دفتر محمود احمدی‌نژاد
- ۲۳ آذر - سید ابراهیم رئیسی، هشتمین رئیس‌جمهور ایران و رئیس پیشین قوه قضائیه جمهوری اسلامی ایران
- ۲۷ دی - سهیل محمودی، شاعر و ترانه‌سرای ایرانی

؛ تاریخ نامشخص
- سید مسعود میرکاظمی، وزیر بازرگانی ایران در دولت اول و وزیر نفت در دولت دوم محمود احمدی‌نژاد
- رضا فرجی‌دانا، دولتمرد اصلاح‌طلب
- شهربانو موسوی، بازیگر

## مرگ‌ها
- ۱۹ اردیبهشت - محمدجواد انصاری همدانی، فقیه، مرجع تقلید، نویسنده و عارف برجسته ایرانی.
- ۲۶ بهمن - مهوش، بانوی خوانندهٔ ایرانی
- غلامرضا رحیم‌زاده ارژنگ، پیکرتراش ایرانی